# Млынки (Люблинское воеводство)
Млынки (пол. Młynki) — село на юго-востоке Польши, в гмине Коньсковоля, в Пулавском повяте Люблинского воеводства.
Млынки расположены на реке Курувке. Население — 578 жителей (2004).
С Млынками был близко связан поэт Юзеф Чехович, который бывал здесь у своей семьи. Чехович собирал также местные песенки и описывал их в прессе.